# Winners
Pour l’article homonyme, voir Winners (homonymie).
Winners est un détaillant canadien de vêtements pour la famille, d'objets à offrir, de bijouterie fine, de décoration pour la maison, d'accessoires et de chaussures avec 168 magasins dans tout le pays (en 2004). Le groupe TJX possède Winners, HomeSense, Marshalls au Canada ainsi que TJ Maxx, Homegoods, Marshalls aux États-Unis. 

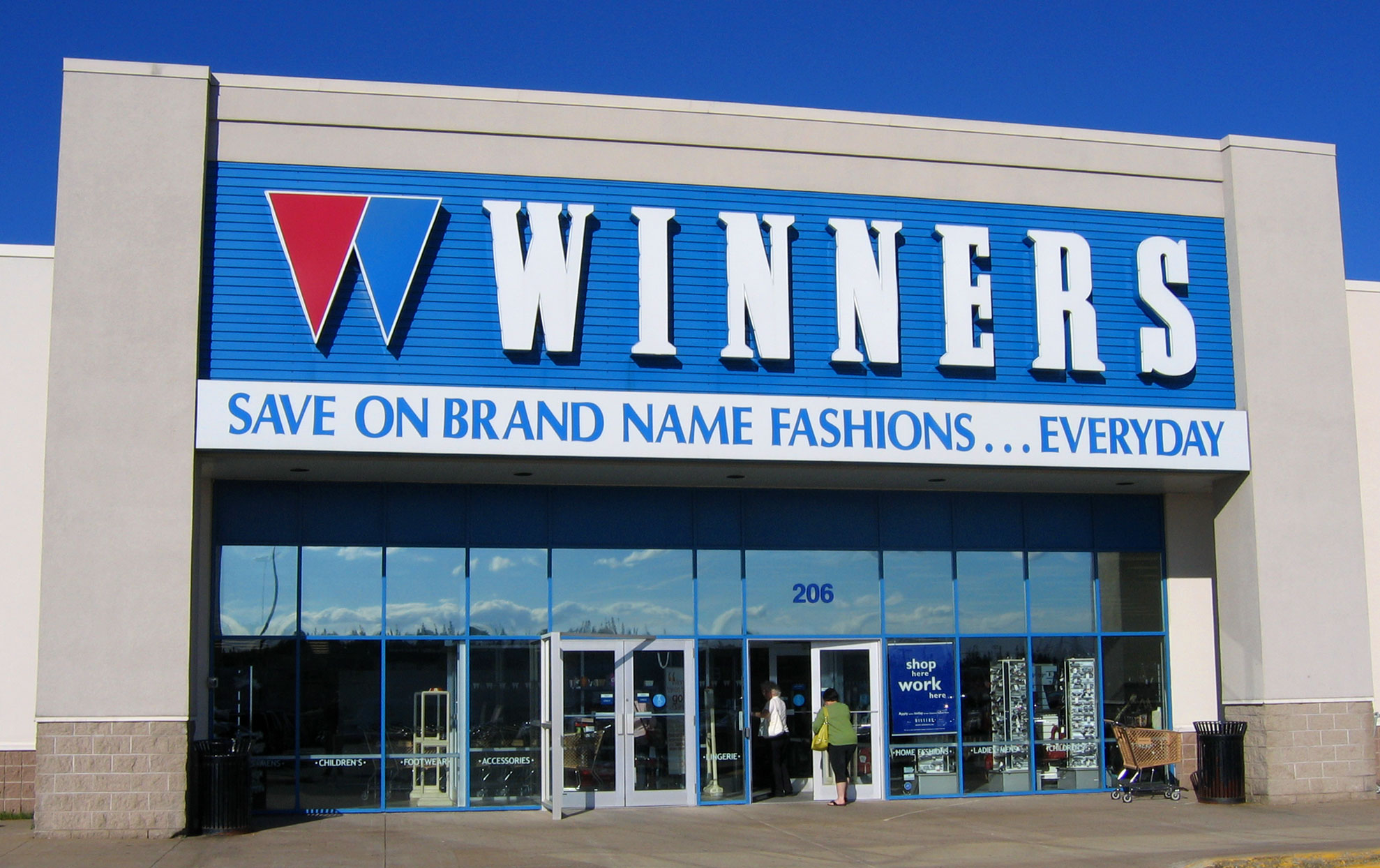

1982, Winners a été fondé à Toronto, par David Margolis et Neil Rosenberg. Le détaillant fait son entrée au Québec en 1994 et possédait six succursales dans la province en août 1995 soit trois à Montréal et une à Trois-Rivières, Sainte-Foy et Greenfield Park.
Les produits sont en solde de 20 à 60 % par rapport aux autres détaillants et les magasins Winners ne détiennent généralement pas la même marchandise pendant toute une saison entière. L'entreprise ne vend pas en ligne.
En 2016, le réseau de télévision CBC a enquêté dans son émission Marketplace les étiquettes "comparés à" de Winners et a constaté que le prix de détail de la fabrication pouvait être trompeur et inexact. Par exemple, les chercheurs de Marketplace ont constaté qu'un jeu de société Risk chez Winners était vendu 49,99 $, avec un prix "comparé à" de 100 $. Cependant, le jeu était disponible au plein prix sur le site web canadien du détaillant F.G Bradley pour 74,99 $. Winners a répondu en disant que les prix "comparés à" sont exacts et justes, et que le malentendu pouvait être le résultat d'une erreur dans l'établissement du prix de la marchandise en raison du grand volume de produits qu'elle reçoit. Dans une lettre de suivi adressée à CBC Marketplace, Winners a pu confirmer chaque prix "comparé à" pour 20 des 21 produits, en trouvant les articles correspondants chez des détaillants comparables, et que pour l'autre item en question il s'agissait d'une erreur d'étiquetage et s'est engagée de la corriger.